# Шумский, Александр (дирижёр)
Александр Шумский (рум. Alexandru Şumski, нем. Alexander Šumski; род. 26 ноября 1933, Тимишоара – 23 июля 2022, Тюбинген) — румынский и немецкий дирижёр и музыковед.
Сын композитора и дирижёра Вадима Шумского. Окончил Бухарестскую консерваторию по классу фортепиано Сильвии Шербеску, затем изучал также дирижирование и композицию, стажировался как дирижёр в Сиене и Венеции под руководством Франко Феррары.
В 1953—1960 гг. пианист и корепетитор Румынского радио, с 1960 г. дирижировал его хоровым коллективом. В 1964—1968 гг. дирижёр Банатского филармонического оркестра, в 1968—1972 гг. — студенческого оркестра Бухарестской консерватории, одновременно преподавал дирижирование и теорию музыки. С двумя последними коллективами осуществил несколько записей, в том числе концерт Антонио Вивальди для виолончели с оркестром (с Раду Алдулеску) и Пятый фортепианный концерт Людвига ван Бетховена (с Раду Лупу).
В 1972 г. эмигрировал в Германию. В 1972—1999 гг. музикдиректор Тюбингенского университета. Руководил университетским оркестром, с которым выступали и известные профессиональные солисты; в 1975 г. с оркестром под управлением Шумского состоялось одно из первых выступлений 11-летней Анне-Софи Муттер (с концертом Феликса Мендельсона). Одновременно в 1973 г. основал университетский камерный хор Camerata vocalis. Дирижировал также Тюбингенским камерным оркестром и другими локальными составами. В 1985—2005 гг. художественный руководитель фестиваля Форум молодых исполнителей в Ройтлингене.
Как музыковед занимался исследованиями румынского фольклора и церковной музыки. В 1984 г. защитил в Гамбургском университете диссертацию «Думитру Кириак-Джорджеску и неомодальный стиль» (нем. Dumitru Georgescu Kiriac und der neo-modale Stil), опубликованную два года спустя в Базеле.